# Maja
Maja o maja de manzanas es el nombre que se da en Chiloé (Chile) al proceso de fabricación de chicha de manzana o sidra, una bebida alcohólica elaborada a partir de la fermentación del zumo de manzanas. Su nombre procede del verbo majar, que significa "machacar", pero que en la actualidad se reserva casi exclusivamente para el acto de hacer sidra. Aun cuando en el sur de Chile, desde la Región de la Araucanía hasta Chiloé, es habitual elaborar chicha de manzanas, la faena tradicional recibe el nombre de maja sólo en Chiloé y sus alrededores y a ella se asocia un vocabulario especial y artefactos diferentes a los del resto del país. El método y el léxico guardan semejanza con los que se usan en la maya de Asturias. Esta labor suele ser una minga, es decir, un trabajo colectivo en que los vecinos cooperan a cambio de comida y de la devolución del día trabajado cuando a ellos les llegue su turno de hacer lo mismo.

## El proceso de majar

### Majaa máquina
La forma habitual de majar desde mediados del siglo XX en adelante, consiste en recolectar manzanas a fines de verano (fines de febrero y principios de marzo) e introducirlas en la máquina de majar. Esta es un cajón de madera sobre un pedestal y en su parte inferior contiene un cilindro tachonado de clavos. El cilindro va conectado a una polea que se hace girar con la ayuda de un motor o, en contados casos, con los brazos (maja a brazos). Las manzanas trituradas y el jugo caen dentro de un recipiente de madera, similar a una artesa, llamada también dornajo. El primer jugo que se obtiene de esta forma recibe el nombre de lagrimilla y se considera la mejor parte. La manzana triturada, que en el archipiélago recibe los nombres de orujo (pronunciado "woruho"), badazo o chave, se saca de la canoa con palas y se coloca dentro de sacos de plástico o en canastos hechos con un tejido denso de quilineja, una delgada enredadera del bosque.
Los sacos o los canastos se colocan en grupos de dos sobre otro artefacto: la prensa. Es una prensa hecha con tablones de madera gruesa que mide unos dos metros de largo por un poco más de uno de ancho, también montada sobre un pedestal. La parte superior de la prensa desciende sobre los sacos por la acción de la tuerca y el husillo. El husillo es un tornillo de madera de aproximadamente dos metros de alto que pasa por un extremo de la prensa, por su parte la tuerca se ensarta en él y dos personas la hacen girar. Las prensas de mayor tamaño tienen dos husillos para distribuir mejor el esfuerzo. El zumo, llamado chicha dulce o chicha fresca, sale de los sacos a causa de la presión y escurre por dos surcos labrados en los bordes de la parte inferior de la prensa y cae a un recipiente puesto bajo uno de sus extremos.
La chicha se almacena en barriles de madera de alerce o de coigüe, que se guardan por cuatro o cinco meses para que el líquido hierva (fermente). Estos barriles se cierran con un "corcho" de madera o espiche. El orujo queda de alimento para los cerdos.

### Majaa varas
Es una forma más antigua de majar que sólo persiste en los festivales costumbristas. En ella las manzanas se disponen dentro de una canoa y dos hombres fuertes las golpean con varas de madera dura y flexible hasta triturarlas. El proceso posterior en la prensa es idéntico al anteriormente descrito.